# Earl Ray Tomblin
Earl Ray Tomblin (Condado de Logan, Virginia Occidental, 15 de marzo de 1954) es un político estadounidense quien se desempeñó como el 35° gobernador de Virginia Occidental de 2011 a 2017. Antes de convertirse en gobernador, Tomblin se desempeñó como presidente del Senado de Virginia Occidental durante casi 17 años. Tomblin se convirtió en gobernador interino en noviembre de 2010 luego de la elección de Joe Manchin al Senado de los Estados Unidos. Ganó una elección especial en octubre de 2011 para cubrir el mandato no vencido que finalizaba en enero de 2013 y fue elegido para un primer mandato completo como gobernador en noviembre de 2012.